# Olaf Kölzig
Olaf Kölzig, (ur. 6 kwietnia 1970 w Johannesburgu, RPA) – niemiecki hokeista, reprezentant Niemiec.

## Kariera

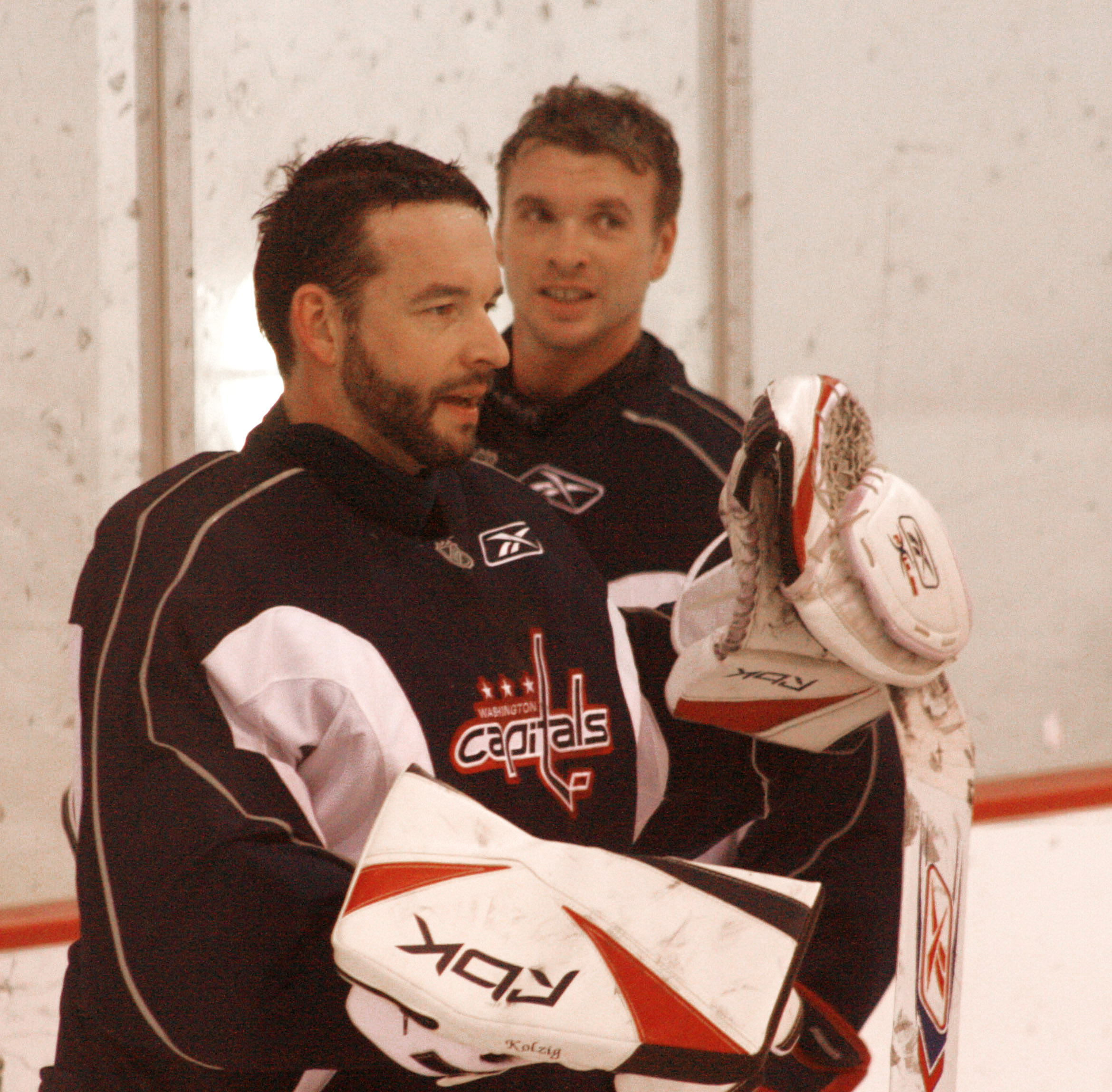
Olaf Kölzig i Brent Johnson

- New Westminster Bruins (1987–1988)
- Tri-City Americans (1988–1989)
- Washington Capitals (1989)
- Tri-City Americans (1989–1990)
- Baltimore Skipjacks (1990–1991)
- Hampton Roads Admirals (1991–1992)
- Baltimore Skipjacks (1992)
- Washington Capitals (1992)
- Rochester Americans (1992–1993)
- Washington Capitals (1993)
- Portland Pirates (1993–1994)
- Washington Capitals (1994–1995)
- Potland Pirates (1995)
- Washington Capitals (1995–2004)
- Eisbären Berlin (2004–2005)
- Washington Capitals (2005–2008)
- Tampa Bay Lightning (2008–2009)

Został wybrany w 1 rundzie draftu w 1989 roku przez Washington Capitals z klubu WHL Tri-City Americans. Karierę rozpoczynał w klubie New Westminster Bruins.
Uczestniczył w turniejach mistrzostw świata w 1997, 2004, na zimowych igrzyskach olimpijskich 1998, 2006 oraz Pucharu Świata 2004

## Sukcesy
- Harry „Hap” Holmes Memorial Award: 1994
- Jack A. Butterfield Trophy: 1994
- NHL Foundation Player Award: 2001
- King Clancy Memorial Trophy: 2006

## Kariera trenerska
Od 2011 jest asystentem trenera bramkarzy w Washington Capitals.